# Dimitar Blagoew

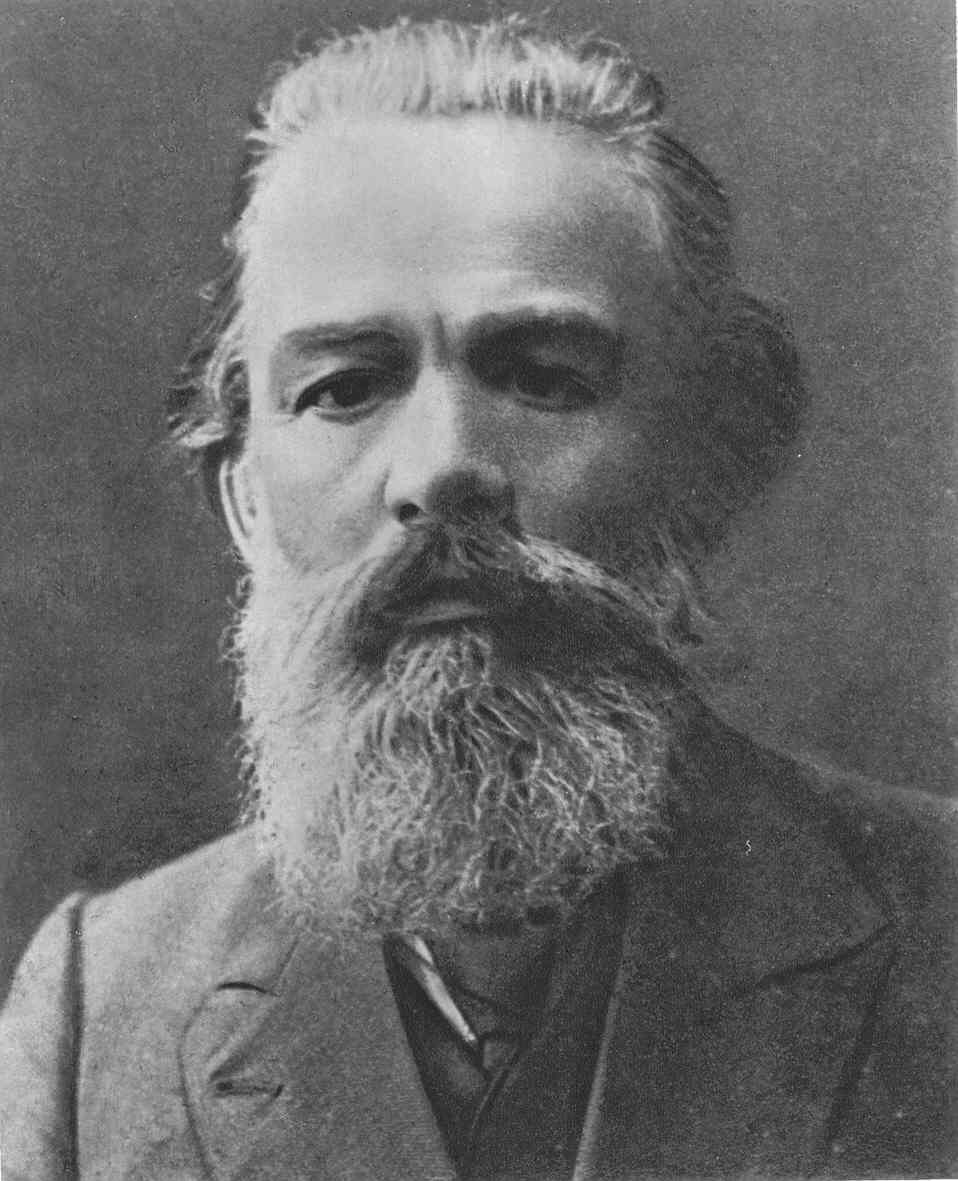
Dimitar Blagoew

Dimitar Blagoew (bulgarisch Димитър Благоев, Transliteration: Dimităr Blagoev; eigentlich Dimitar Blagoew Nikolow; Vorname auch Dimiter oder Dimityr geschrieben; Pseudonym: Djado oder Djadoto; * 14. Juni 1856 in Sagoritschani bei Kastoria (Kostur), Osmanisches Reich (heute Vasiliáda, Griechenland); † 7. Mai 1924 in Sofia) war ein bulgarischer Theoretiker des Marxismus, Politiker der Bulgarischen Sozialdemokratischen Arbeiterpartei („Engsozialisten“) bzw. der Bulgarischen Kommunistischen Partei und Literaturkritiker.

## Leben
Blagoew wuchs in einer Bauernfamilie in Sagoritschani auf, einem von Bulgaren bewohnten Dorf im westlichen Makedonien, das damals zum Osmanischen Reich gehörte (heute Vasiliáda im griechischen Regionalbezirk Kastoria). Er besuchte Schulen des Bulgarischen Exarchats in Konstantinopel (Istanbul), Adrianopel (Edirne), Gabrowo und Stara Sagora. Er unterstützte den Aprilaufstand 1876 der Bulgaren gegen die osmanische Herrschaft sowie die bulgarischen Opaltschenzi, die auf russischer Seite im Russisch-Osmanischen Krieg von 1877/78 kämpften. Anschließend emigrierte er ins Russische Reich, wo er die Realschule in Odessa besuchte und 1880/81 ein naturwissenschaftliches Studium an der Universität Sankt Petersburg aufnahm. Während seines Studiums kam er mit sozialistischen Ideen, zunächst der Narodniki (Volkstümler) um Pjotr Lawrow und des Anarchisten Pierre-Joseph Proudhon, um 1883 auch mit dem Werk von Karl Marx in Berührung. In dieser Zeit gründete er eine der ersten sozialdemokratischen Gruppen in Russland. Wegen seiner politischen Aktivitäten wurde er 1885 aus Russland ausgewiesen. 
Zurück in Bulgarien warb er auch hier für den Marxismus und organisierte entsprechende politische Initiativen. Ab 1885 gab er die erste sozialistische Zeitung Bulgariens Sywremennij Pokasatel („Zeitgenössischer Anzeiger“) heraus. 1891 wurde unter seiner Leitung die Bulgarische Sozialdemokratische Partei gegründet, die 1894 in der Bulgarischen Sozialdemokratischen Arbeiterpartei (BRSDP) aufging. Er verfasste das erste bulgarische marxistische Werk und engagierte sich in der Gewerkschaftsbewegung. Ab 1903 leitete er die aus dem revolutionär-marxistischen Flügel der BRSDP hervorgegangenen „Engsozialisten“. Von 1897 bis 1920 redigierte er die Zeitschrift Nowo Wreme („Neue Zeit“). Darüber hinaus verfasste er eine Vielzahl von Arbeiten zur marxistischen Philosophie und begründete die bulgarische marxistische Geschichtsschreibung. Er befasste sich auch mit Fragen der Ästhetik und Literaturkritik.
Blagoew lehnte die Beteiligung Bulgariens am Ersten Weltkrieg ab. Hingegen begrüßte er die russische Oktoberrevolution 1917 und gehörte im Jahr 1919 zu den Mitbegründern der Bulgarischen Kommunistischen Partei (BKP). Er war erster Vorsitzender des Zentralkomitees der BKP, musste sich jedoch wegen einer schweren Krankheit 1923 aus der aktiven Arbeit zurückziehen. Sein Nachfolger an der Parteispitze war Wassil Kolarow.
Verheiratet war er mit der bulgarischen Schriftstellerin Wela Blagoewa.
1950 wurde die bulgarische Stadt Gorna Dschumaja ihm zu Ehren in Blagoewgrad umbenannt. Diesen Namen trägt die Stadt auch heute noch.
1923 wurde nach ihm das ukrainische Dorf Welykyj Bujalyk benannt, 2016 erfolgte jedoch eine Rückbenennung.

## Werke (Auswahl)
- Was ist Sozialismus und hat er bei uns eine Basis, 1891.
- Gesellschaftlich-literarische Fragen, 1901.
- Die ökonomische Entwicklung Bulgariens. Industrie oder Landwirtschaft, 1903.
- Beitrag zur Geschichte des Sozialismus in Bulgarien, 1906.
- Dialetischer Materialismus und Erkenntnistheorie, 1911.
- Das Leben und die Literatur. Kritische Aufsätze zur bulgarischen Literatur. Hrsg. von Eduard Bayer. Mit einem Vorwort von Dimityr Paskalew. Dietz Verlag, Berlin 1979 (=Studienbibliothek der marxistisch-leninistischen Kultur- und Kunstwissenschaften).
- Notizen aus meinem Leben. Aus dem Bulgarischen übersetzt und mit einem Nachwort versehen von Eduard Bayer. Dietz Verlag, Berlin 1984.